# Paradoks Allais
Paradoks Allais (ang. Allais paradox) to eksperyment zaproponowany w 1953 roku przez ekonomistę francuskiego, laureata Nagrody Nobla, Maurice'a Allais w celu podważenia przewidywań teorii oczekiwanej użyteczności.

## Sformułowanie problemu
Eksperyment zaproponowany przez Allais składa się z dwóch loterii opisanych w tabeli poniżej:
| Loteria 1        | Loteria 1          | Loteria 1          | Loteria 1          | Loteria 2        | Loteria 2          | Loteria 2          | Loteria 2          |
| Opcja 1A         | Opcja 1A           | Opcja 1B           | Opcja 1B           | Opcja 2A         | Opcja 2A           | Opcja 2B           | Opcja 2B           |
| Wygrana          | Prawdopodobieństwo | Wygrana            | Prawdopodobieństwo | Wygrana          | Prawdopodobieństwo | Wygrana            | Prawdopodobieństwo |
| 1 milion złotych | 100%               | 1 milion złotych   | 89%                | Nic              | 89%                | Nic                | 90%                |
| 1 milion złotych | 100%               | Nic                | 1%                 | 1 milion złotych | 11%                | Nic                | 90%                |
| 1 milion złotych | 100%               | 5 milionów złotych | 10%                | 1 milion złotych | 11%                | 5 milionów złotych | 10%                |

Mając do wyboru opcję 1A i 1B większość ludzi wybiera opcję 1A. Natomiast mając do wyboru opcje 2A i 2B większość ludzi wybiera opcję 2B, co jest sprzeczne z teorią oczekiwanej użyteczności. W loterii 1. możliwość wygrania 5 milionów jest niedostateczna w porównaniu z pewną wygraną w wysokości 1 miliona, aby skłonić gracza do wybrania opcji 1B. Rzecz ma się inaczej w przypadku loterii 2., gdzie różnica prawdopodobieństwa wygranej między dwoma opcjami jest stosunkowo niewielka, co skłania uczestników eksperymentu do wybrania opcji 2B, gdzie wygrana jest pięciokrotnie wyższa.
Nieco bardziej formalnie, w obu loteriach gracz dostaje stałą kwotę z prawdopodobieństwem 89%: 1 milion złotych w loterii 1. i nic w loterii 2. Zgodnie z teorią oczekiwanej użyteczności, taka stała kwota nie powinna mieć znaczenia dla wyboru między loteriami. Po odrzuceniu tej kwoty, pozostałe 11% w obu eksperymentach jest taką samą loterią, w której można wygrać 5 milionów złotych z prawdopodobieństwem 10% i nic z prawdopodobieństwem 1%. A zatem zgodnie z teorią oczekiwanej użyteczności decydent powinien wybierać tę samą opcję (A lub B) w obu loteriach.

## Matematyczne wyprowadzenie sprzeczności
Jeżeli U(x) jest funkcją użyteczności, wówczas:
{\displaystyle 1,00\cdot U(1m)>0,89\cdot U(1m)+0,01\cdot U(0)+0,10\cdot U(5m)}
co wynika z faktu, że decydent woli opcję 1A niż opcję 1B. Podobnie:
{\displaystyle 0,89\cdot U(0)+0,11\cdot U(1m)<0,90\cdot U(0)+0,10\cdot U(5m)}
co wynika z faktu, że decydent woli opcję 2B niż 2A. Drugą nierówność można przekształcić w następujący sposób:
{\displaystyle 0,11\cdot U(1m)<0,01\cdot U(0)+0,10\cdot U(5m)}
{\displaystyle 1,00\cdot U(1m)-0,89\cdot U(1m)<0,01\cdot U(0)+0,10\cdot U(5m)}
{\displaystyle 1,00\cdot U(1m)<0,89\cdot U(1m)+0,01\cdot U(0)+0,10\cdot U(5m)}
co stoi w sprzeczności z pierwszą nierównością.